# Lista de companhias aéreas fora de operação
Esta é uma lista de companhias aéreas fora de atividade, organizada por continentes e países.

As que estão em atividade estão na Lista de companhias aéreas em atividade.

## África
- África do Sul: Charlan Air Charter  [1], Kulula.com, Mango, Comair, Interair South Africa,
- Egito: Air Sinai
- Guiné-Bissau: Air Bissau
- Mauritânia: Air Mauritanie
- Namíbia: Air Namibia
- São Tomé e Príncipe: Air São Tomé e Príncipe (KY)
- Namibia: Air Namibia
- Zâmbia: Zambian Airways

## América do Norte

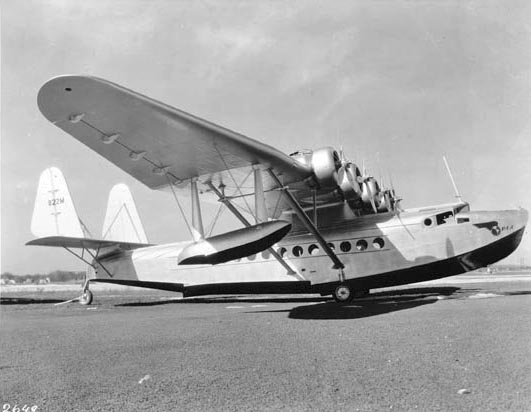
Sikorsky S-42 da Pan Am

- Canadá: Air Atlantic, Canadian Airways Limited, Greyhound Air, Jetsgo, Quebecair, Quebecair Express, Trans-Provincial Airlines , Air Labrador
- Dinamarca:
  -  Groenlândia: Greenlandair
- Estados Unidos: 135 Airlines[2], 4 W Air[3], AAA Air Enterprises[4], AAI Alaska Aeronautical Industries[5], AAXICO, Abbe Air Cargo[6], ABC Airlines[7], American Overseas Airways, Braniff International Airways, Continental Airlines, Eastern Air Lines, Hughes Airwest, National Airlines, New York, Rio, and Buenos Aires Line, Northwest Airlines, Ozark Airlines, Pan Am, Southeast Airlines, TWA, Western Pacific Airlines , Shuttle America, Tower Air
- México: Mexicana de Aviación (Inativa), Aerocaribe, Aerolíneas Internacionales, TAESA - Transportes Aereos Ejecutivos

## América CentraleCaribe

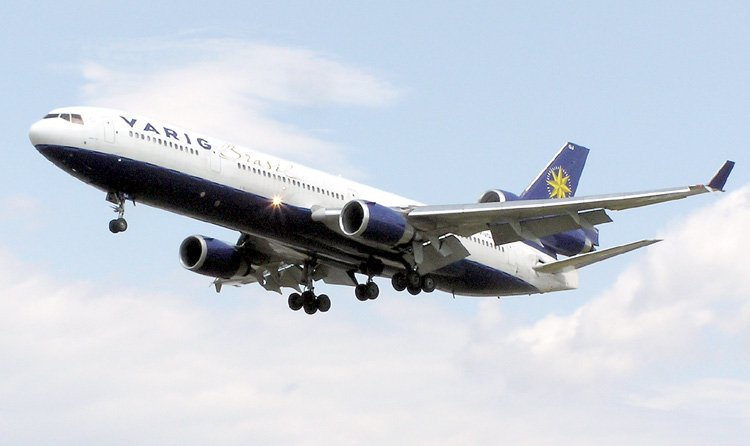
MD-11 da VARIG decolando do Aeroporto Internacional de São Paulo (Guarulhos)

- Cuba: Aerovias del Norte, Aerovias del Sur, Lineas Aereas de Cuba
- Jamaica: Air Jamaica
- Panamá: Air Panama
- Trinidad e Tobago: BWIA West Indies Airways

## América do Sul

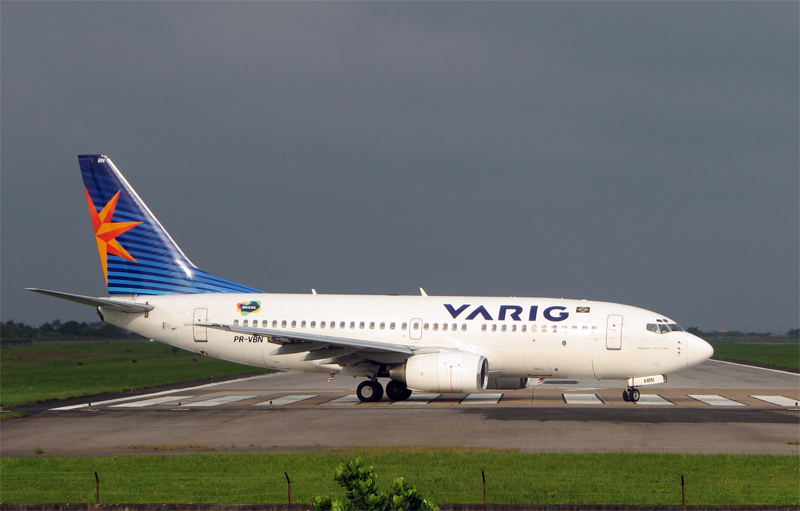
737-700 da VRG Linhas Aéreas no Aeroporto de Navegantes

- Argentina: Aerovip, LAPA
- Bolívia: Aerolíneas Sudamericanas,LaMia
- Brasil: America Air, ATA Brasil, Aerobrasil Cargo, Avianca Brasil[8], Beta Cargo, BRA, Real Aerovias[9], Cruzeiro do Sul[9], Connect Cargo, Fly, Flyways, Itapemirim Cargo, ITA Transportes Aéreos, Lóide Aéreo Nacional, Master Top Airlines, Mais Linhas Aéreas, MAP Linhas Aéreas, NOAR Linhas Aéreas, Panair do Brasil[9], Pantanal, Phoenix Brasil, Paraense Transportes Aéreos, Puma Air,  Rico Linhas Aéreas,  RIO Linhas Aéreas, Sol Líneas Aéreas,  TAF Linhas Aéreas, Transbrasil[9], Skymaster Airlines,  Syndicato Condor, Viação Aérea São Paulo (VASP)[9], TABA, Varig, Webjet Linhas Aéreas, WhiteJets, Brava Linhas Aéreas e VRG Linhas Aéreas (VARIG/GOL)[9] e Penta Pena Transportes Aéreos (Brasil)
- Chile: Ladeco
- Colômbia: SCADTA, Aerocondor
- Equador: Ecuatoriana de Aviación, TAME
- Peru: AeroPeru, Avianca Perú Faucett, Peruvian
- Uruguai: Compañía Aeronáutica Uruguaya S.A. (CAUSA), Uair, BQB Lineas Aereas
- Venezuela: VIASA - Venezolana Internacional de Aviacion

## Ásia
- Arménia: Armavia, Armenian Airlines, Armenian International Airways
- China: China National Aviation Corporation, Eurasia Aviation Corporation
- Cingapura: Tiger Air
- Hong Kong: Cathay Dragon
- Índia: Sahara Airlines
- Israel: Maof Airlines
- antigo Estado Português da Índia: Transportes Aéreos da Índia Portuguesa
- Japão: Harlequin Air, Imperial Japanese Airways
- Paquistão: Pearl Air
- Tailândia: ThaiJet
- Tajiquistão: East Air
- antigo Timor Português: Transportes Aéreos de Timor
- Turquia: Air Anatolia, Antair

## Europa

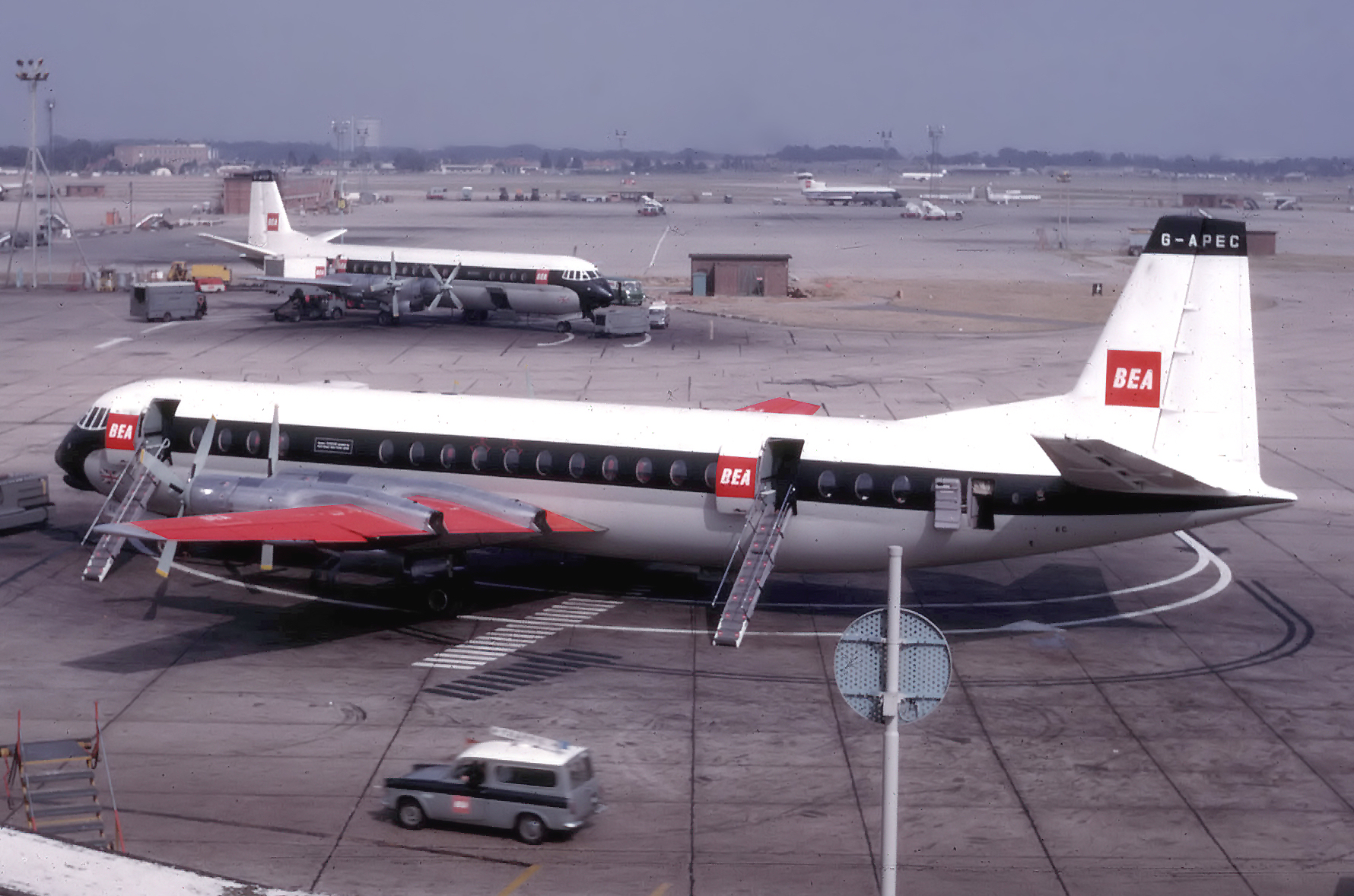
Vickers Vanguard da BEA

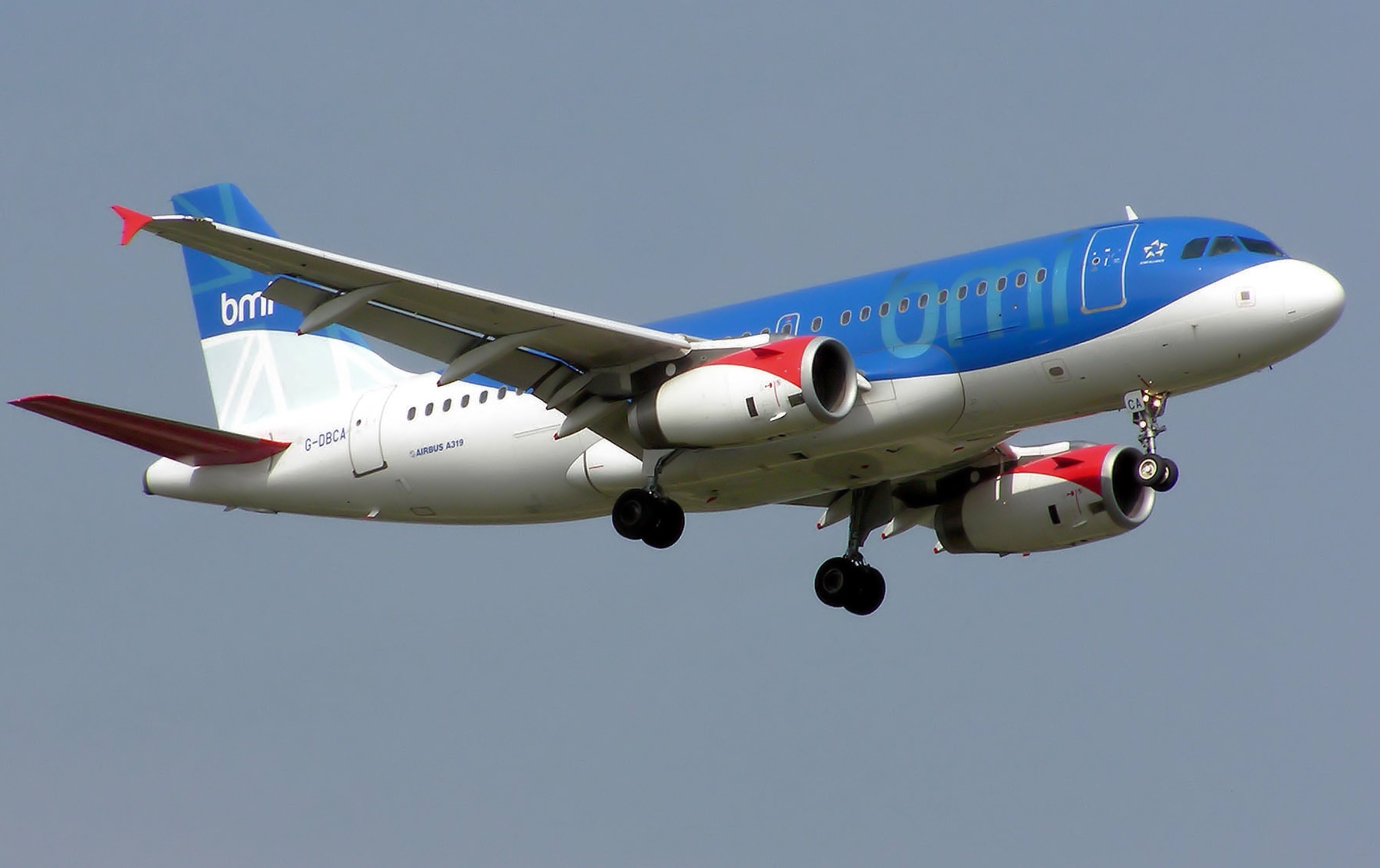
Airbus A319 da BMI British Midland

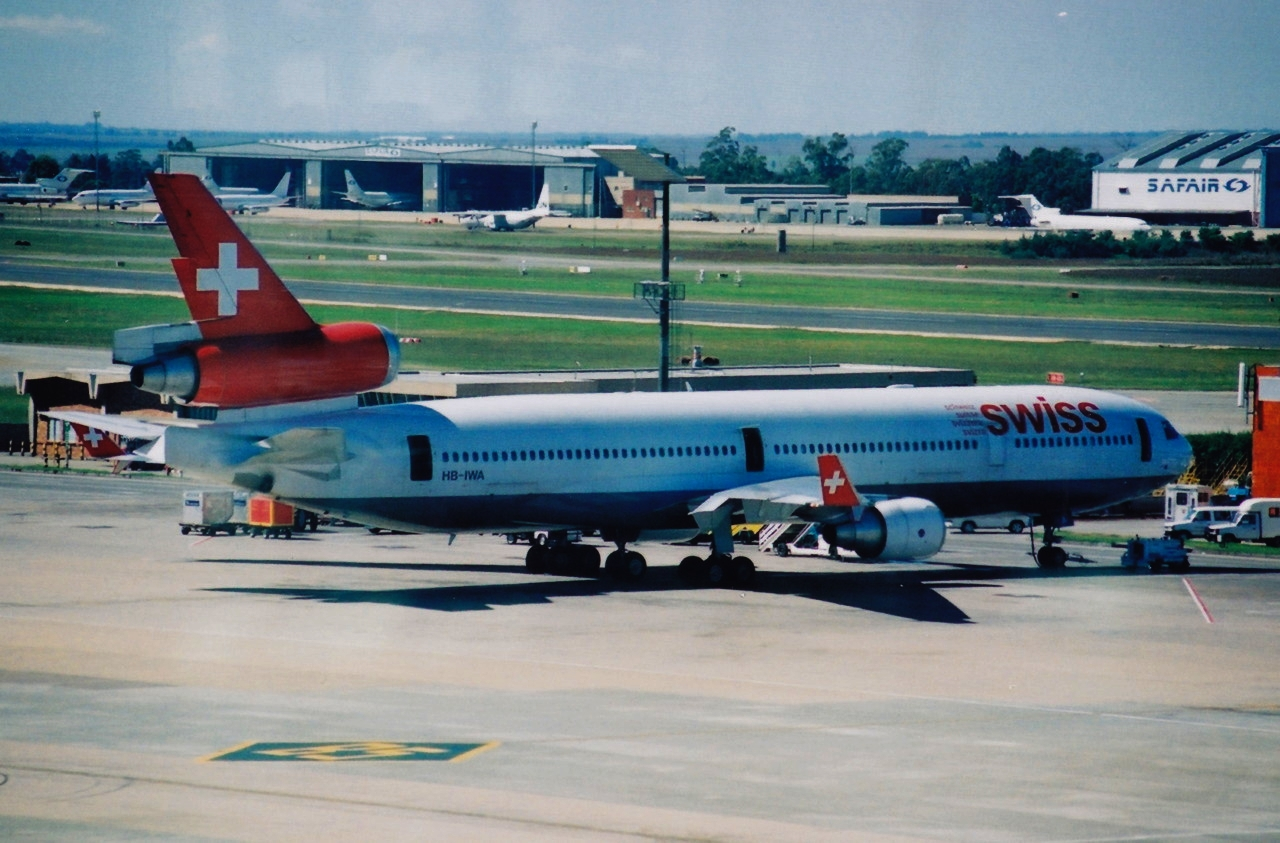
MD-11 da Swissair

- Alemanha: Aero Lloyd, Air Berlin, Atlantis, Jetair
- Áustria: Lauda Air, Welcome Air, Niki Air
- Bélgica: Sabena, Sobelair
- Bulgária: Balkan Bulgarian Airlines
- Dinamarca: Conair, SAS Snowflake
- Espanha: Air Madrid, Clickair, Spanair, Viva Air
- Finlândia: Air Botnia
- França: Aeris, Air Atlantique, UTA - Union des Transports Aériens, Airlinair[10], Aigle Azur
- Grécia: Galaxy Airlines, Hellas Jet
- Holanda: Amsterdam Airlines, DutchBird, HollandExel, KLM City Hopper
- Hungria: Carpathian Air Transport
- Irlanda: Air South
- Islândia: WOW Air
- Itália: Ala Littoria, Alitalia, Azzurra Air, Panair
- Portugal: Aero Portuguesa, Air Atlantis, LAR, Serviços Aéreos Portugueses
- Reino Unido: Air Caledonian, AirUK, BMI British Midland, BOAC, British European Airways, Dan-Air Services, Go Fly, Imperial Airways, XL Airways, Zoom Airlines, Monarch Airlines
- República Tcheca: Fisher Air
- Rússia: Arkhangelsk Airlines, Transaero, Tatarstan Airlines , Bural
- Suíça: Crossair, Compagnie de Transport Aeriens (CTA), SA de Transport Aerien Genève (SATA), Swissair
- Ucrânia: Bees Airline

## Oceania
- Austrália: Ansett, MacRobertson Miller Airlines, Trans Australia Airlines
- Guam:Freedom Air
- Nova Zelândia: Kiwi Airlines, National Airways Corporation, Eagle Airways, Air Nelson
- Vanuatu: Vanair
- Papua-Nova Guiné: Asia Pacific Airline
- Polinésia Francesa: Air Moorea